# Судак Валентин Іванович
Валент́ин Ів́анович Суд́ак (5 червня 1950, с. Морівськ Козелецького району Чернігівській області) — артист драми Чернігівського обласного академічного українського музично-драматичного театру імені Т. Г. Шевченка. Народний артист України (2013).
Народився 5 червня 1950 року в с. Морівськ Козелецького району на Чернігівщині.
Закінчив Городнянську середню школу-інтернат (1967 р.),
В армії служив в ансамблі Київського військового округу.
Театральну студію при Київському театрі оперети та Київський національний університет театру, кіно і телебачення імені Івана Карпенка-Карого (2011 р.), викладачі з фаху Веселовська Г.І., Липківська Г.К., Загурська Е.В.
Працював у театрі опери та балету.
З 1971 р. — в Чернігівському театрі імені Т. Г. Шевченка спочатку артистом балету, потім перейшов на драматичні ролі.
Зіграв понад сто різнопланових ролей у різножанрових виставах. Актор з майстерним виконанням високохудожніх сценічних образів. Його манері притаманні психологічна виразність і переконливе зображення драматичних героїв.
Особливою сторінкою професійної творчості В. Судака є його активна участь у концертних програмах театру. Він є одним з постійних ведучих щорічних фестивалів «Слов’янські театральні зустрічі» у Чернігові, а також культурно-мистецьких та святкових урочистих заходів державного і регіонального рівнів.

## Ролі

### Ролі в діючому репертуарі
- Жеронт - «СКАПЕН»
- Дід Явтух - «ВІЙ. ДОКУДРАМА»
- Чуб - «НІЧ ПЕРЕД РІЗДВОМ»
- Егеон - «КОМЕДІЯ ПОМИЛОК»
- Доктор Гіббс - «НАШЕ МІСТЕЧКО»
- Бартоло, лікар - «БЕЗУМНИЙ ДЕНЬ, або ВЕСІЛЛЯ ФІГАРО»
- Слейтон - «СМІШНІ ГРОШІ»
- Джонніпатінмайк - «КАЛІКА З ОСТРОВА ІНІШМААН»
- Аристарх Вишневський - «ЖАДOFF»
- Бернард, чоловік - «ФРАНЦУЗЬКА ВЕЧЕРЯ»
- Бригадир - «КУМИР ДУШІ МОЄЇ…»
- Татусь - «ТАТО В ПАВУТИННІ»
- Чоловічий голос - «ОДЕРЖИМА»
- Казкар - «СНІГОВА КОРОЛЕВА»

### Репертуарний лист
- Панасик — «Циганка Аза» (1971 р.)
- Левко — «Майська ніч» М. Старицький
- Парис — «Ромео і Джульєтта» В. Шекспір
- Оберон — «Сон літньої ночі» В. Шекспір
- Тур — «Енеїда» І. Котляревський
- Чебутикін — «Три сестри» А. Чехов
- Андрій — «Живи і пам'ятай» В. Распутін
- Перлімплін — «Історія про щастя і біду та кохання у саду» за творами Ф. Гарсіа Лорки
- Платонов — «Яма» («Женя») О. Купрін
- Маркіз де Орсіньї — «Мольєр» М. Булгаков
- Автор — «Мати-наймичка»
- Смирнов — «Одружуйтесь — і ну вас к бісу!»
- Свирид — «Панночка»
- Іван Іванович не той, а другий, сліпий на одне око — «Миргород»
- Орсіні — «Нельська вежа»

## Цікаві факти

### Життєве кредо
| Ліві лапки | Головне — не де бути, а яким бути.. | Праві лапки |

### Про театр
- Я не хочу говорити банальні речі, що театр — моє життя, але ж дійсно, театр — це моя дитяча мрія, що втілилася в життя. Все моє життя пов’язане з театром, і вже не можна майже поділити життя і театр. [1]
- Театр — це душа, він наповнює тебе зсередини і дає можливість згадати, хто ти і навіщо живеш на цій землі.
- Екран лише віддзеркалює життя, а в театрі ти бачиш сльози, піт, ти бачиш час.
- Для мене театр — щось неосяжне, але й конкретне, близьке, що майже не можна виразити словами.

### Про сім’ю
| Ліві лапки | У мене чудова сім’я. Гарний син, чарівна невістка, розумний онук. | Праві лапки |

### Про професію
- Дав Бог талант — гарно, не дав — ніхто тобі не допоможе. Цього вистачає в кожній професії, але в театрі це видно відразу. Ти можеш давати інтерв’ю, кричати про себе на телебаченні, отримувати нагороди, але глядач приходить до театру і бачить, чого ти вартий, який ти є.
- Для мене головне — не скільки ролей я зіграв, а з якими партнерами і режисерами я працював. Алла Абелєва, Петро Губарєв, Анатолій Філіпов, Галина Пащенко, Ольга Зеленська… Я можу перераховувати багато прізвищ людей, які стали для мене взірцем і в роботі, і в людських стосунках. Це — моя школа, акторська і життєва.
- Для артиста головне — талант, а ще праця, праця, праця.

### Про себе
- Для мене головне — не де бути, а яким бути. Яким я є актором, батьком, колегою, людиною…
- Я, як і будь-який актор, запальний, емоційний, інколи можу сказати й неприємне слово, частіше правду, але правда очі ріже. Потім приходжу додому і думаю: навіщо це зробив, ніщо ж не зміниться. Але з іншого боку, якщо старше покоління не скаже, так хто ж?
- Для мене головне, щоб було не соромно за свою роботу.

### Рецепт молодості
- Я вже перейшов на характерні ролі, але для мене це — не трагедія. Що робити, якщо мені 60, але це не значить, що можна розслаблюватися, почивати на лаврах. Я слідкую за своєю фізичною формою, бігаю, ходжу пішки.
- Головне — бути молодим всередині, молодим душею. Можна постаріти і у 20 років, а можна бути молодим стільки, скільки тобі відведено часу на землі.
- Бути в гарній формі мені допомагають мої студенти, я зараз не тільки працюю в театрі, але і викладаю деякі дисципліни в музичному училищі ім. Л. Ревуцького. Вони бачать тебе не тільки на заняттях, але й на сцені. І я повинний їх навчити бути завжди в формі, працювати на повну віддачу.
- Майже у 55 років я вступив до Київського національного університету театру, кіно і телебачення ім. І.К. Карпенка—Карого. До речі, в університеті я навчався у дітей моїх колишніх викладачів студії. Така зустріч через багато років, я майже побував у своїх 17—19 роках. Це навчання не виснажує мене, а навпаки, додає мені сил і енергії. Хочеться ще чомусь навчитися і передати цю майстерність моїм дітям-студентам.

## Нагороди та звання
- Заслужений артист України (1996).[2]

- Народний артист України (2013).[3]